# Phytobia ecuadorensis
Phytobia ecuadorensis är en tvåvingeart som beskrevs av Spencer 1977. Phytobia ecuadorensis ingår i släktet Phytobia och familjen minerarflugor.
Artens utbredningsområde är Ecuador. Inga underarter finns listade i Catalogue of Life.